# Byrsophyllum tetrandrum
Byrsophyllum tetrandrum là một loài thực vật thuộc họ Rubiaceae. Đây là loài đặc hữu của Ấn Độ.